# Vilhelm Diltaj
Vilhelm Diltaj (Bibrih, 19. novembar 1833 — Zajs am Šlern, 1. oktobar 1911) bio je nemački filozof, istoričar, sociolog i psiholog. Njegov glavni projekat se sastojao od uspostavljanja uslova za istorijsko saznanje
Diltaj bi se na prvi pogled mogao smatrati empiristom, ali je preciznije smatrati ga nemačkim racionalistom, kao kontrast idealizmu koji je vladao u Nemačkoj u to vreme. Ono što Diltaj smatra empirijskim, razlikuje se od britanskog empirizma i pozitivizma u njegovim centralnim epistemološkim i ontološkim pretpostavkama, koje preuzima iz nemačke književne i filozofske tradicije.
Predavao je u Bazelu, Kijevu i Briselu. Bio je priznat u filozofskom svetu još za života.
Njegova glavna dela su: „Uvod u duhovne nauke“ i „Izgradnja povesnog sveta o duhovnim naukama“
Iz prakse različitih tumačenja teorija drugih autora kojim se te teorije ponovo „uvode u povest“ Diltaj je razvio svoju teoriju o uživljavanju.

## Biografija
Diltaj je bio sin teologa reformističke crkve. Posle završetka škole gramatike u Visbadenu, počinje sa studijama teologije, prvo u Hajdelbergu, a kasnije u Berlinu. U Berlinu zamenjuje teologiju za filozofiju. Posle završenih ispita iz teologije i filozofije, predaje jedno vreme u gimnazijama u Berlinu, ali ubrzo se potpuno posvećuje akademskim istraživanjima.
Tokom tih godina, njegova istraživanja ga vode u različitim pravcima. Iako se pre svega zanima za ranu hrišćansku istoriju, filozofiju istorije i književnost, takođe pokazuje živo interesovanje za muziku. Trudi se da apsorbuje sve što je dotada otkriveno u empirijskim naukama o čoveku: sociologiji i etnologiji, psihologiji i fiziologiji. U to vrijeme piše stotine revizija i eseja vezanih za te oblasti,takođe ih daje svojim studentima kako bi ih analizirali, dopunili i dali svoj doprinos.
Godine 1864. doktorira u Berlinu.

## Diltajeva teorija uživljavanja

### Istorizam
Istorizam je paradigma u proučavanju duhovnih nauka, dopušta varijacije unutar sebe, pa se različiti predstavnici ovog pravca često kritikuju među sobom. Kao pravac nastao je iz filozofije kultura, ali je podsticaj za razvijanje istorizma u okviru filozofije došao spolja.
Istorizam se trudi da prepozna karakteristike pojedinačne epohe, shvatanjem tadašnjih okolnosti, bez obzira što mi pripadamo sadašnjem vremenu. Zalaže se za vođenje računa o osobenostima i uslovima koji se javljaju u vremenu o kome govorimo ili koje tumačimo. Prošlosti se obraćamo kako bismo bolje razumeli sadašnjost i budućnost.
Istorizam je bio politički blizak snagama koje su reagovale na revoluciju iz 1789. godine, on je pokušaj ponovnog priključenja na tok istorije, nasuprot meteža nastalog krajem XVIII veka:
- Odbija se pretpostavka o napretku i stalnoj usavršivosti (suprotno tvrđenjima prosvetitelja).
- Uvodi se učenje o istorijskom pravu (nasuprot prosvetiteljskom prirodnom), kada se ukazala potreba za nacionalnim identitetom.

Kroz samu praksu se pokazalo da stalni napredak nije moguć, npr. selidbom iz sela u grad nakon revolucije javila se nova vrsta socijalne bede. To istovremeno znači i da tehničko-tehnološki napredak ne mora ujedno da označava i kulturno-duhovni. Ključne reči istorizma su individualnost i razvoj; ne postoji univerzalna ljudska priroda, a da nema razvoja mi bismo uvek živeli u jednoj epohi.
Problemi, iskušenja istorizma naleze se u njegovim osnovnim načelima. Kada bi čovek bio u potpunosti individualan, ne bi postojala kohezivna nit koja istoriju povezuje u celinu.
Istorizam ukazuje na to da čovek pored čovečanstva i pored činjenice da je čovek ima i druge osobine koje ga povezuju ne sa svim ljudima, ali sa velikim grupama da (npr. država, narod). Postoji realna opasnost od prenaglašavanja individualizma, da se razlike među ljudima prenaglase i da se istorijski kontinuitet izgubi (npr. Nemačka u Drugom svetskom ratu).
Iskušenje istorizma je kulturni relativizam. Neophodno je uočiti kontinuitet, transportovati se u epohu i razumeti je (kada bi granice epohe bile apsolutne, to ne bi bilo moguće).
Diltaj je rekao: To šta čovek jeste to mu govori povest. Čovek reaguje na uprošćene teorije, van kulturnog konteksta mi ne možemo uvideti šta je suština čoveka. Pritom ljudska priroda nije konstantna, ona je samo relativno konstantna.

### Duhovne nauke
Po Diltaju, zadatak duhovnih nauka je u razumevanju i tumačenju problemskih sklopova, da one iznutra razumeju stvari (ono što uvidiš ne moraš prihvatati i slagati se sa tim, ali ih treba razumeti).
Duhovne nauke se isprva zasnivaju na metafizici, ali se od 18. veka one od nje otuđuju. Postojala je pretnja da se duhovne nauke u potpunosti podvrgnu principima pozitivnih nauka.
Duhovne nauke, u koje spadaju i istorijske, su sve nauke delujućeg čoveka; u kojoj god sferi čovek da dela, imate posla sa duhovnom naukom (npr. pravo)
Kod prirodnih nauka, objašnjavalačkih, stvari se posmatraju spolja, postoji distanciranost onoga ko posmatra i onoga šta se posmatra. Kod duhovnih nauka ne postoji ta distanca subjekta i objekta, prećutno se uživljava u situaciju, i ova ontološka bliskost omogućava razvoj i razumevanje. U njoj se traže motivacioni sklopovi, a ne kauzalni. U tome je klučna volja i pitanje “zašto?”, a ne “kako?”. Bez obzira na razlike između epoha čovek mora biti sposoban da se uživi.
Diltaj je uočio da istorija nije uređena po naučnom principu.
Diltaj je izneo kritiku istorijskog uma, to je nastojanje da se razume stvarnost istorije i da je njena suština u našoj interpretaciji. Mi se ne možemo odvojiti od svoje interpretacije. “Objektivna” stvarnost je čoveku data podsredstvom činjenica svesti.
Doživljaj je ključni element, realnost nije čista već je propuštena kroz prizmu našeg doživljavanja, mi je ne možemo odvojiti od toga kako mislimo.Doživljaj je tehnički termin za akt teorijske svesti, ali postoji ograničen domet teorijskog rasvetljavanja duhovne svesti.
Po Diltaju, saznajni teorijski subjekat je konkretni istorijski čovek. U istorijskoj nauci u nedostatku činjenica intuicija može pomoći u razumevanju događanja, i to je legitiman put koji mora biti kontrolisan racionalnim mišljenjem.

### Pojam života
Empatija, htenje, osećanje, su po Diltaju, odlike živog čoveka. “Živ subjekt”, život u punoći svojih izražavanja, služi kao uporište razumevanja duhovnih nauka. Osnov mogućnosti razumevanja je ontičko preklapanje subjekta i objekta. Onaj ko razumeva povest i onaj ko je stvara u principu je isti. Ontička istost nas i onih nekad je u tome što je u osnovi to jedan te isti duh, jer postoji vrsta koja se zove čovek (sukob sa osnovnim principom istorizma - individualnost).
Garant za mogućnost razumevanja je metafizički entitet života (ostvaruje kontinuitet). Život je to što je isto i kod nas danas i kod drugih, i samo je pitanje koliko i kako možemo da preplitanje u istoriji racionalno individualizujemo. Racionalno je samo delimično moguće, pa se zato javljaju greške u tumačenjima. Priroda života je takva da on ograničava mogućnost racionalnog tumačenja, te istoriju uvek treba iznova tumačiti.
Po Diltaju ne postoji večna istina, nikada se ne može doći do kraja u razumevanju. (Ako svako vreme na svoj način tumači istoriju postavlja se pitanje zašto se bavimo naukom ako je njen rok trajanja unapred ograničen?)
Filozofija je, po Diltaju, samopromišljanje, samoprepoznavanje života.

### Razumevanje
Subjekat razumevanja društvenih nauka je duh. Duh u meni prepoznaje duh u drugom. Ono što drži celokupnu stvarnost je duh (Hegel i Diltaj).
Duh koji promišlja stvarnost je isti onaj koji je stvara.
Samo prihvatanje ove teorije zavisi od poverenja, jer se ona ne može dokazati.
Proces razumevanja je psihički doživljaj naknadnog razumevanja (deskriptivna psihologija). Mi tada ponovo doživljavamo, oponašamo stvarnost, i potebno je što veće približavanje onog izvornog doživljaja čoveka koji je bio tamo. Potrebno je uživeti se što više.
Ovde se uočava problem razlikovanja literalnog i istorijskog doživljavanja i pisanja, i pitanje uočavanja istine.
Psihologija je sredstvo pronicanja u jedinstveni živi duh.

## Literatura
- Hodges, H. A, William Dilthey (London: Routledge, 2013).
- Lessing, Hans-Ulrich, Rudolf A. Makkreel and Riccardo Pozzo, eds, Recent Contributions to Dilthey's Philosophy of the Human Sciences (Stuttgart: Frommann-Holzboog, 2011).
- Makkreel, Rudolf A, Dilthey: Philosopher of the Human Studies (Princeton: Princeton University Press, 1993).
- de Mul, Jos, The Tragedy of Finitude: Dilthey's Hermeneutics of Life (New Haven: Yale University Press, 2004).
- Nelson, Eric S. (ed.), Interpreting Dilthey: Critical Essays (Cambridge: Cambridge University Press, 2019).

## Spoljašnje veze
Mediji vezani za članak Vilhelm Diltaj na Vikimedijinoj ostavi